# Gennamari
Gennamari è una frazione del comune di Arbus situata nella provincia del Sud Sardegna.

## La miniera
Nacque principalmente come luogo minerario assieme a Ingurtosu attorno ai giacimenti di blenda e galena, con Regio decreto datato 16 febbraio 1855, con la richiesta di concessione dei mercanti liguri  Marco Calvo e  Luigi Calvo.
Nel 1857 i due commercianti vendettero la proprietà mineraria alla  Società civile delle miniere di Gennamari e Ingurtosu. Nel 1871 venne costruita una ferrovia a scartamento ridotto, che collegava la miniera alla spiaggia di Piscinas, sulla quale, nel 1875, venne concessa la costruzione di un magazzino per lo stoccaggio del materiale pronto così per la partenza verso l'isola di San Pietro.

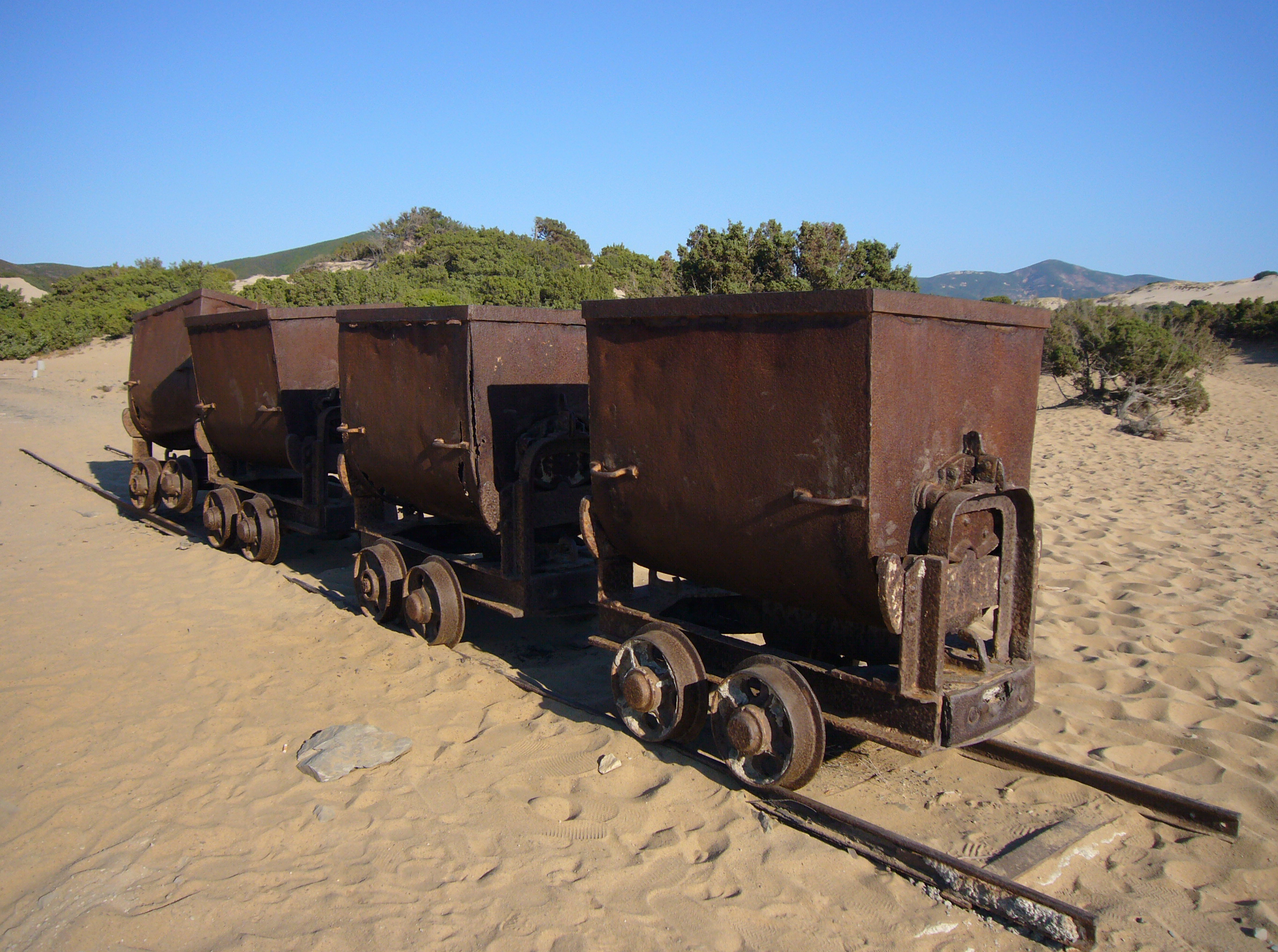
Vagoncini minerari sulla vicina spiaggia di Piscinas

## Crisi e chiusura
Col passare degli anni, da semplice sito minerario, divenne un vero centro abitato dai minatori e dalle famiglie, con scuole, un medico e la fornitura di energia elettrica. Negli anni cinquanta, le spiagge di Piscinas diventarono colonia estiva per i figli dei minatori. Nel 1943 si ebbe il primo stop della miniera, con i primi licenziamenti; nel 1946 la situazione migliorò, ma la crisi dei materiali e l'abbassamento dei costi di vendita di questi, portarono alla chiusura della miniera nel 1973.